# 김철수 (조선민주주의인민공화국의 정치인)
김철수(미상 ~ )는 조선민주주의인민공화국의 정치인이다. 조선로동당 중앙위원회 후보위원 겸 내각 채취공업상이다.

## 경력
2019년 리춘삼 후임으로 내각 국가자원개발상에 올랐다. 2019년 4월, 조선로동당 제7기 제4차 전원회의에서 조선로동당 중앙위원회 후보위원으로 선출되었다. 2021년 1월 개최된 최고인민회의에서 국가자원개발상에서 채취공업상으로 자리를 옮겼다.

## 최고인민회의 대의원
2019년 3월 최고인민회의 제529호 광천선거구 제14기 대의원으로 선출되었다.